# Damen Combi Coaster 1700
Der Damen Combi Coaster 1700 ist ein Küstenmotorschiffstyp der niederländischen Werft Damen Shipyards in Gorinchem.

## Geschichte
Der Schiffstyp wurde vom Unternehmen Marine Engineering Bureau entworfen (Projekt CC1700). Die Schiffe wurden 2003 bis 2005 auf der Werft Damen Shipyards in Gorinchem gebaut. Die Rümpfe wurden jeweils von osteuropäischen Werften zugeliefert.
Die ersten drei Einheiten wurden für niederländische Rechnung gebaut. Sie fahren unter der Flagge der Niederlande mit Heimathafen Delfzijl. Die Schiffe werden von EemsWerken bereedert und von Amasus Shipping befrachtet. Seit Ende 2014 sind sie an HSW Logistics (einem Gemeinschaftsunternehmen von Haeger & Schmidt und der norwegischen Wilson-Gruppe) verchartert. Das vierte Schiff der Serie wurde für die See-Transit Schiffahrts- und Speditionsgesellschaft in Duisburg gebaut. Es kam unter der Flagge von Antigua und Barbuda mit Heimathafen St. John’s in Fahrt. Im Sommer 2015 wurde es verkauft und unter die Flagge des Karibikstaates St. Vincent und die Grenadinen gebracht. Betrieben wird es nun von Baltnautic Shipping.

## Beschreibung
Die Schiffe werden von einem Viertakt-Zwölfzylinder-Dieselmotor des Herstellers Caterpillar (Typ: 3512 B DITA) mit 954 kW Leistung angetrieben, der zur Einsparung von Maschinenpersonal an Bord auf 749 kW gedrosselt ist. Der Motor wirkt auf einen Festpropeller. Die Schiffe sind mit einem Bugstrahlruder ausgestattet, das von einem Dieselmotor mit 205 kW Leistung angetrieben wird.
Für die Stromerzeugung stehen zwei Valmet-Dieselgeneratoren mit jeweils 80 kVA Scheinleistung sowie ein Valmet-Not- und Hafengenerator mit 56 kVA Scheinleistung zur Verfügung.
In Bezug auf die Abmessungen unterscheiden sich die Schiffe geringfügig. Das Typschiff der Serie ist 81,99 Meter lang. Die Tragfähigkeit beträgt 1.760 t, das Volumen des Laderaums 2.946 m³. Das Schiff ist mit 1.556 BRZ vermessen. Die Folgebauten sind 82,25 Meter lang. Ihre Tragfähigkeit beträgt 1.820 bzw. 1.842 t, das Volumen des Laderaums beträgt 2.986 t. Die Schiffe sind mit 1.583 BRZ vermessen. Das dritte und vierte Schiff der Serie ist für den Transport von Containern ausgestattet; die Containerkapazität beträgt 48 TEU.
Das flache Deckshaus befindet sich im hinteren Bereich der Schiffe. Zur Unterquerung von Brücken können die Masten geklappt werden. An Bord ist Platz für sechs Besatzungsmitglieder, die in Einzelkabinen untergebracht sind. Vor dem Deckshaus befindet sich der mit acht Stapellukendeckeln verschlossene Laderaum. Die Lukendeckel können mit einem Lukenwagen bewegt werden. Der boxenförmige Laderaum ist 51,10 Meter lang und 9,30 Meter breit. Die Höhe des Raums beträgt 6,20 Meter. Die Tankdecke kann mit 12 t/m² belastet werden, die Lukendeckel mit 1,6 t/m².

## Schiffe
| Damen Combi Coaster 1700 | Damen Combi Coaster 1700 | Damen Combi Coaster 1700 | Damen Combi Coaster 1700 | Damen Combi Coaster 1700         |
| Bauname                  | Baunummer                | IMO- Nummer              | Ablieferung              | Umbenennungen und Verbleib       |
| ------------------------ | ------------------------ | ------------------------ | ------------------------ | -------------------------------- |
| Prudence                 | 9987                     | 9226188                  | Dezember 2003            | 2014: H&S Prudence, 2023: Allora |
| Bravery                  | 9324                     | 9195547                  | Oktober 2004             | 2014: H&S Bravery                |
| Wisdom                   | 9325                     | 9195559                  | Februar 2004             | 2014: H&S Wisdom                 |
| See-Stern                | 9326                     | 9195561                  | Juni 2005                | 2015: Minstrel                   |